# Наполеон (филм из 1955)
Наполеон (фр. Napoléon) је француски историјски епски филм из 1955. године, у режији Саше Гитрија, који приказује главне догађаје из живота Наполеона Бонапарте. 
Наполеона играју два глумца. Данијел Желин тумачи Наполеона као младића, док је Рејмонд Пелегрин у улози Наполеона у каснијем добу; прекидач се дешава током сцене код берберина. Режисер/глумац Гитри је играо улогу Талерана, контроверзног дипломате и првог премијера Француске, причајући причу из салона као да је управо чуо за Наполеонову смрт на острву Света Јелена 1821. године. Гитри је раније играо Талерана 1948. године у остварењу Хроми ђаво. Ив Монтан се појављује као маршал Лефевр, а Марија Шел као Марија Лоујза од Аустрије. Филм садржи и бројне камео улоге од стране значајних глумаца попут Ериха вон Штрохајма у улози Лудвига ван Бетовена и Орсон Велс у улози Наполеоновог затвореник, Британца сер Худсона Лова. 
Енглеска верзија је савремена синхронизација, направљена у склопу оригиналне продукције, али не траје толико дуго колико француска верзија.

## Радња филма
Филм прати живот Наполеона Бонапарте од његовог раног детињства на Корзици до смрти на Светој Јелени. Познат је по томе што је коришћено снимање на локацији за бројне сцене, посебно на француским имањима Малмасон и Фонтенбло, у Версајској палати и на локацијама Наполеонових битака, укључујући Аустерлиц и Ватерло. 

## Улоге
- Данијел Желин као млади Наполеон
- Рејмонд Пелегрин као старији Наполеон
- Саша Гитри као Талеран
- Мишел Морган као Жозефина де Боарне
- Данијел Дариу као Елеонора Денуел
- Марија Шел као Марија Лоујза од Аустрије
- Лана Маркони као Марија Валевска
- Дени Робин као Дезире Клари
- Мишел Корду као Жули Клари
- Паташу као Мадам Сонжен
- Мишелин Прел као Хортензија де Боарне
- Ђана Марија Канале као Полина Бонапарта
- Клемент Дуор као Мишел Неј
- Анри Видал као Жоашен Мира
- Серж Ређани као Лисјен Бонапарта
- Жан Маре као Монтолон
- Лисјен Бару као Луј XVIII
- Пјер Брасур као Пол Барас
- Жан Шеврије као Геро Дирок
- Маурис Есканд као Луј XV
- Ноел Рокивер као Пјер Комброн
- Жан Габен као Лан
- Ив Монтан као Лефевр
- Ото Вилхелм Фишер као Метерних
- Ерих вон Штрохајм као Лудвиг ван Бетовен
- Орсон Велс као Хадсон Лов
- Жак Думенил као Карл XIV Јуан Шведски
- Жудит Магр (непотписана) као Мервиљус (Предивна)